# 新潟県道49号小千谷十日町津南線

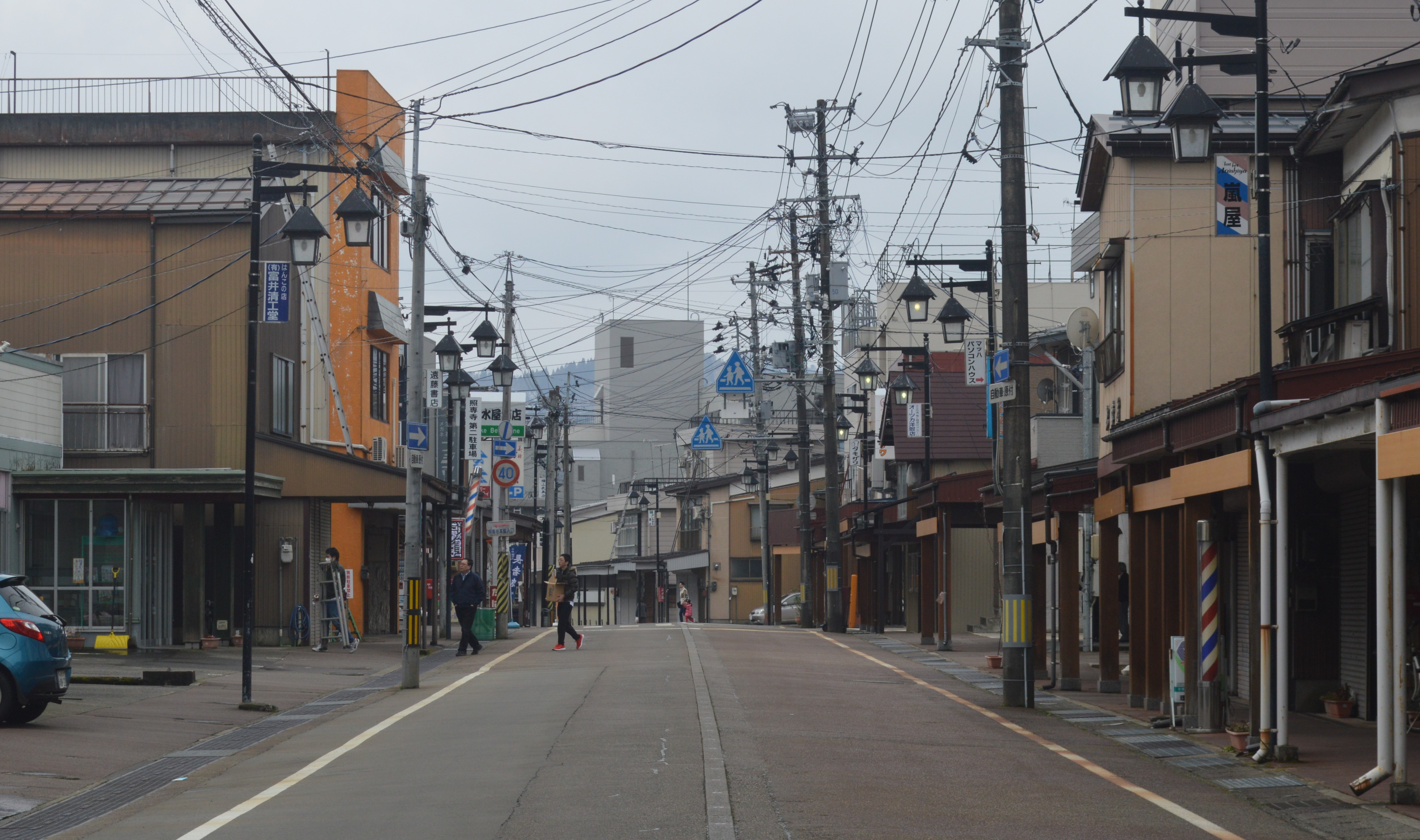
小千谷市平成2丁目付近（寺町通り）

新潟県道49号小千谷十日町津南線（にいがたけんどう49ごう おぢやとおかまちつなんせん）は、新潟県小千谷市を起点に、十日町市を経由し中魚沼郡津南町に至る県道（主要地方道）である。

## 概要
当県道の終点付近 約60 m は、新潟県と長野県の県境を通る。

### 路線データ
- 実延長：51,870.7 m[1]
- 起点：新潟県小千谷市本町2丁目（国道291号・新潟県道10号長岡片貝小千谷線交点）
- 終点：新潟県中魚沼郡津南町大字上郷寺石字羽倉（国道117号交点）

## 歴史
- 1993年（平成5年）5月11日 - 建設省から、県道小千谷十日町津南線が小千谷十日町津南線として主要地方道に指定される[2]。

## 路線状況

### 重複区間
- 新潟県道326号小白倉木落線（十日町市野口 - 十日町市仁田）
- 新潟県道75号十日町川西線（浅河原交差点 - 十日町市小泉）
- 国道253号（浅河原交差点 - 十日町市小泉）（新潟県道75号十日町川西線 重複区間）
- 国道353号（十日町市宮中 - 十日町市田中 - 田沢交差点 - 山崎交差点）
- 新潟県道284号中深見越後田沢停車場線（十日町市田中 - 田沢交差点 - 山崎交差点 - 駒返交差点）
- 国道117号（田沢交差点 - 山崎交差点 - 駒返交差点 - 津南町大字下船渡）
- 国道353号（津南町大字三箇 - 津南町大字三箇字辰ノ口）
- 国道405号（津南町大字外丸字押付 地内）
- 国道117号（大割野交差点 - 津南町大字芦ケ崎字小下里）
- 新潟県道251号加用今新田津南停車場線（大割野交差点 - 中津川橋交差点）（国道117号 重複区間）

### 主要構造物
- 千手トンネル（十日町市）
- 豊船橋（信濃川・津南町）
- 田中橋（信濃川・津南町）

## 地理

### 通過する自治体
- 小千谷市
- 十日町市
- 中魚沼郡津南町

### 交差する道路
- 国道291号・新潟県道10号長岡片貝小千谷線（起点：平成一交差点）
この間南行き一方通行区間あり（平成一交差点 - 小千谷市平成2丁目地内）
- 国道117号（上ノ山四交差点）
- 新潟県道341号大沢小国小千谷線（小千谷市大字四ツ子字石田）
- 新潟県道56号小千谷大沢線（小千谷市大字四ツ子字沢口）
- 新潟県道517号池ヶ原塩殿線（小千谷市大字池ケ原字小川）
- 新潟県道177号岩沢停車場芋坂線（小千谷市真人町字原田乙）
- 新潟県道445号法末真人線（小千谷市真人町字下モ島丙）
- 新潟県道475号水尻家ノ前線（小千谷市真人町字家ノ前甲）
- 新潟県道326号小白倉木落線（十日町市野口 - 十日町市仁田で重複）
- 国道252号（上野交差点）
- 新潟県道340号十日町千手線（水口沢交差点）
- 新潟県道75号十日町川西線（浅河原交差点 - 十日町市小泉で重複）
- 国道253号（浅河原交差点 - 十日町市小泉で重複）（「新潟県道75号十日町川西線」重複区間）
- 新潟県道528号真田高島線（十日町市高島）
- 新潟県道285号姿土市停車場線（十日町市姿甲）
- 国道353号（十日町市宮中 - 十日町市田中 - 田沢交差点 - 山崎交差点で重複）
- 新潟県道284号中深見越後田沢停車場線（十日町市田中 - 田沢交差点 - 山崎交差点 - 駒返交差点で重複）
- 国道117号（田沢交差点 - 山崎交差点 - 駒返交差点 - 津南町大字下船渡で重複）
- 国道353号（津南町大字三箇 - 津南町大字三箇字辰ノ口で重複）
- 国道405号（津南町大字外丸字押付地内で重複）
- 新潟県道251号加用今新田津南停車場線（津南町大字外丸字押付）
この間未開通（国道405号・国道117号を介して迂回可能）
- 国道405号（大割野交差点）
- 国道117号（大割野交差点 - 津南町大字芦ケ崎字小下里で重複）
- 新潟県道251号加用今新田津南停車場線（大割野交差点 - 中津川橋交差点で重複）（国道117号重複区間）
- 新潟県道539号茶屋峠高原線（津南町大字上郷上田字甲）
- 国道117号（終点：津南町大字上郷寺石字羽倉）

## 周辺
- 関越自動車道 小千谷インターチェンジ
- JR飯山線
  - 越後岩沢駅 - … - 十日町駅 - 土市駅 - 越後水沢駅 - 越後田沢駅 - 越後鹿渡駅 - 津南駅 - 越後田中駅 - 足滝駅 - 森宮野原駅
- 北越急行ほくほく線
  - 十日町駅
- 新潟県立十日町病院
- 一般財団法人上村病院
- 津南町立津南病院
- 新潟県小千谷警察署
- 小千谷市消防本部・消防署
- 長岡公共職業安定所小千谷出張所
- 小千谷市役所
- 十日町市役所
  - 川西庁舎（川西支所）
  - 中里庁舎（中里支所）
- 津南町役場
- 栄村役場（長野県下水内郡栄村）
- 新潟県立小千谷西高等学校
- 新潟県立川西高等学校
- 新潟県立十日町総合高等学校
- 新潟県立津南中等教育学校
- 小千谷市立小千谷中学校
- 小千谷市立南中学校
- 小千谷市立小千谷小学校
- 小千谷市立吉谷小学校
- 小千谷市立岩沢小学校
- 小千谷市立真人小学校
- 十日町市立川西中学校
- 十日町市立南中学校
- 十日町市立吉田中学校
- 十日町市立水沢中学校
- 十日町市立橘小学校
- 十日町市立上野小学校
- 十日町市立千手小学校
- 十日町市立鐙島小学校
- 十日町市立水沢小学校
- 十日町市立貝野小学校
- 十日町市立馬場小学校
- 十日町市立田沢小学校
- 津南町立津南中学校
- 津南町立上郷中学校
- 津南町立津南小学校
- 津南町立外丸小学校
- 津南町立上郷小学校
- 栄村立栄中学校（長野県下水内郡栄村）
- 第四北越銀行 小千谷中央支店
- 新潟県労働金庫 小千谷支店
- 長岡信用金庫 小千谷支店
- JA越後おぢや
  - 本店・城川支店
  - 南部支店
- JA十日町
  - 本店
  - 吉田支店
  - 南部支店
  - 水沢支店
  - 千手支店
  - 橘支店
  - 中里支店
- JA津南町 本店
- 小千谷郵便局（小千谷市）
- 城川郵便局（小千谷市）
- 上ノ山郵便局（小千谷市）
- 岩沢郵便局（小千谷市）
- 真人郵便局（小千谷市）
- 橘郵便局（十日町市）
- 上野郵便局（十日町市）
- 千手郵便局（十日町市）
- 魚沼吉田郵便局（十日町市）
- 土市郵便局（十日町市）
- 貝野郵便局（十日町市）
- 越後田沢郵便局（十日町市）
- 三箇郵便局（津南町）
- 下船渡郵便局（津南町）
- 外丸郵便局（津南町）
- 大割野郵便局（津南町）
- 宮野原郵便局（津南町）
- ミートコンパニオン 新潟工場・新潟第二工場
- ひらせいホームセンター 小千谷店
- コメリホームセンター 十日町店
- 原信
  - 桜町店
  - 十日町北店
- ホームセンタームサシ 十日町店
- イオン 十日町店
- 信濃川
- 魚沼神社
- 千手温泉 千年の湯
- 真人温泉
- 鹿渡温泉
- 道の駅信越さかえ（長野県下水内郡栄村）